# Andrew Loog Oldham
Andrew Loog Oldham (Londres; 29 de enero de 1944) es un productor discográfico británico de rock and roll, empresario y autor inglés. Es conocido especialmente por haber sido mánager y descubridor de los Rolling Stones en los años 1960. Fue incluido en el Salón de la Fama del Rock and Roll en 2014.

## Biografía
Con solo 19 comenzó su carrera de mánager de los Rolling Stones, tras haber trabajado brevemente en la oficina de Brian Epstein, mánager de los Beatles. Fue el responsable de la imagen de "chicos malos" de los Stones como respuesta a los Beatles, y del desarrollo musical tratando de mantener el R&B y Blues en la composición musical de la banda. Además en 1965 y junto al promotor de espectáculos Tony Calder, fundó el sello discográfico Immediate Records.
Problemas derivados por su abuso de drogas lo llevaron a vender sus intereses con los Rolling Stones a manos de Allen Klein en 1966.
Oldham escribió dos autobiografías, Stoned (1998) y 2Stoned (2001), en las que repasa sus días de gloria y sus momentos más oscuros. 
En los últimos años ha tocado en varias oportunidades con el músico argentino Charly García y por ejemplo ha grabado canciones como "Play with Fire" con él. También ha trabajado en varias oportunidades durante los años 1990 con Los Ratones Paranoicos, a quienes en el año 2008 les produjo su nuevo álbum a lanzarse durante el año 2009. Está casado con la exmodelo colombiana Esther Farfán, con quien reside en Bogotá desde 1984.